# Marmelade (arrondissement)
Marmelade (em crioulo, Mamlad), é um arrondissement do Haiti, situado no departamento do Artibonite. De acordo com o censo de 2003, Marmelade tem uma população total de 120.193 habitantes.

## Comunas
O arrondissement de Marmelade é composto por quatro comunas.
- Marmelade
- Saint Michel de l'Attalaye